# Тревиранус, Готфрид Рейнхольд
Готфрид Рейнхольд Тревиранус (нем. Gottfried Reinhold Treviranus, 1776—1837) — немецкий естествоиспытатель. Брат немецкого ботаника Лудольфа Тревирануса (1779—1864).

## Биография
Изучал медицину в Гёттингене, где получил докторскую степень в 1797 году. В 1796 году был назначен преподавателем медицины и математики в Бременском лицее. 
В 1816 году он был избран член-корреспондентом шведской Королевской академии наук. 
Изучал анатомию и физиологию беспозвоночных животных, исследовал строение глаз и нервной системы различных животных. В своём шеститомном труде «Биология, или Философия живой природы» (1802—1821) выступал убеждённым сторонником эволюции органического мира.

## Труды
- Physiologische Fragmente. Hannover, 1779–1799
- Biologie, oder Philosophie der lebenden Natur für Naturforscher und Aerzte. Göttingen, 1802–1822
- Vermischte Schriften anatomischen und physiologischen Inhalts 188 S, Röwer, Göttingen, 1816; gemeinsam mit Bruder Ludolf Christian T. (Prof med, Rostock) verfasst.
- Die Erscheinungen und Gesetze des organischen Lebens. Bremen, 1831–1832
- Beiträge zur Anatomie und Physiologie der Sinneswerkzeuge des Menschen und der Thiere. Bremen, 1828
- Beiträge zur Aufklärung der Erscheinungen und Gesetze des organischen Lebens. Bremen, 1835–1837